# Tom Sparrow
Thomas Lance Sparrow (Buckley, 6 dicembre 2002) è un calciatore gallese, centrocampista del Motherwell.

## Carriera

### Club
Ha iniziato a giocare a calcio nel settore giovanile del Wolverhampton, per poi passare allo Stoke City nel 2017. Il 15 ottobre 2021 è stato ceduto in prestito per un mese al Telford Utd dove ha giocato 6 incontri in National League North. Rientrato a Stoke-on-Trent, ha debuttato a livello professionistico il 7 maggio 2022 nell'incontro di EFL Championship pareggiato 1-1 contro il Coventry City. Utilizzato prevalentemente con le formazioni Under-21 ed Under-23, il 7 gennaio 2023 è stato ceduto in prestito all'Hamilton Academical, club della seconda divisione scozzese. Il 5 settembre 2023 è stato prestato al Chester per sei mesi, dopodiché è rientrato allo Stoke dove ha concluso la stagione in Under-21.
Rimasto svincolato a fine stagione, il 12 giugno 2024 ha firmato un contratto di due anni con il Motherwell ed il 25 agosto seguente ha segnato il suo primo gol in carriera nella partita vinta 3-1 contro gli Hearts.

### Nazionale
Ha giocato con le nazionali giovanili gallesi Under-17 ed Under-21.

## Statistiche

### Presenze e reti nei club
Statistiche aggiornate al 18 maggio 2025.
| Stagione            | Squadra             | Campionato      | Campionato | Campionato | Coppe nazionali | Coppe nazionali | Coppe nazionali | Coppe continentali | Coppe continentali | Coppe continentali | Altre coppe | Altre coppe | Altre coppe | Totale | Totale | Totale |
| Stagione            | Squadra             | Comp            | Pres       | Reti       | Comp            | Pres            | Reti            | Comp               | Pres               | Reti               | Comp        | Pres        | Reti        | Pres   | Reti   |        |
| ------------------- | ------------------- | --------------- | ---------- | ---------- | --------------- | --------------- | --------------- | ------------------ | ------------------ | ------------------ | ----------- | ----------- | ----------- | ------ | ------ | ------ |
| ott.-nov. 2021      | Telford Utd         | NLN             | 6          | 0          | FACup           | 0               | 0               | -                  | -                  | -                  | -           | -           | -           | 6      | 0      |        |
| nov. 2021-giu. 2022 | Stoke City          | FLC             | 1          | 0          | FACup+CdL       | 0               | 0               | -                  | -                  | -                  | -           | -           | -           | 1      | 0      |        |
| 2022-2023           | Stoke City          | FLC             | 2          | 0          | FACup+CdL       | 0+1             | 0               | -                  | -                  | -                  | -           | -           | -           | 3      | 0      |        |
| 2022-2023           | Hamilton Academical | 1D              | 12+2       | 0          | CS+CdL          | 1+0             | 0               | -                  | -                  | -                  | CC          | 2           | 0           | 17     | 0      |        |
| 2023-gen. 2024      | Chester             | NLN             | 8          | 0          | FACup           | 1               | 0               | -                  | -                  | -                  | FAT         | 0           | 0           | 10     | 0      |        |
| gen.-giu. 2024      | Stoke City          | FLC             | 0          | 0          | FACup+CdL       | 0               | 0               | -                  | -                  | -                  | -           | -           | -           | 0      | 0      |        |
| 2024-2025           | Motherwell          | SP              | 32         | 6          | CS+CdL          | 1+4             | 0               | -                  | -                  | -                  | CC          | 1           | 0           | 38     | 6      |        |
| Totale carriera     | Totale carriera     | Totale carriera | 63         | 6          |                 | 8               | 0               |                    | -                  | -                  |             | 3           | 0           | 74     | 6      |        |

## Palmarès

### Club

#### Competizioni nazionali
- Scottish Challenge Cup: 1

Hamilton Academical: 2022-2023